# Université de Marbourg
L'université de Marbourg (en allemand, Philipps-Universität Marburg) est une université allemande fondée en 1527 par Philippe Ier de Hesse, ce qui en fait la plus ancienne université protestante au monde. 
Elle était la principale université de la Hesse. Elle est subdivisée en 17 facultés, compte 22 612 étudiants en 2023.

## Facultés

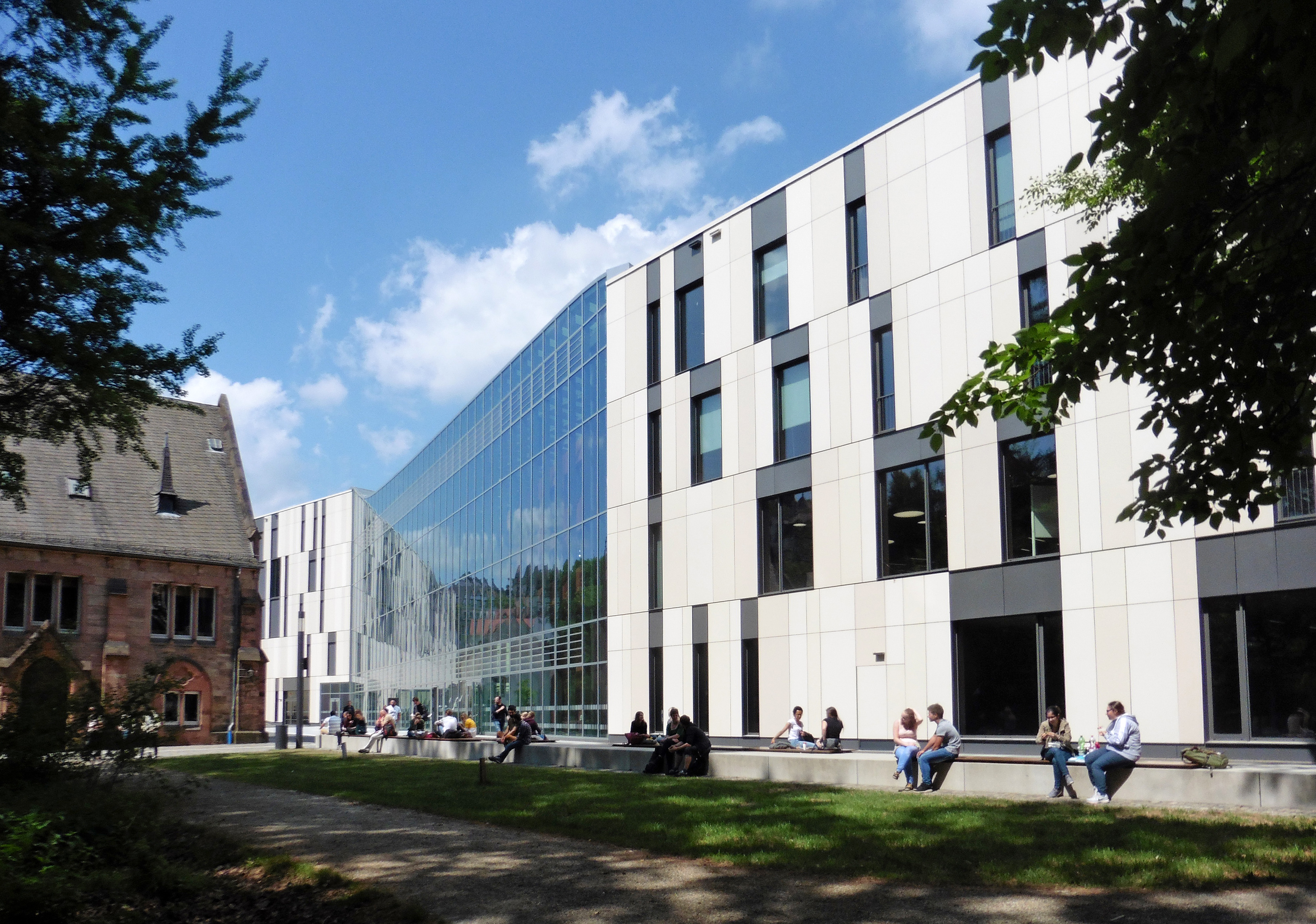
Bibliothèque.

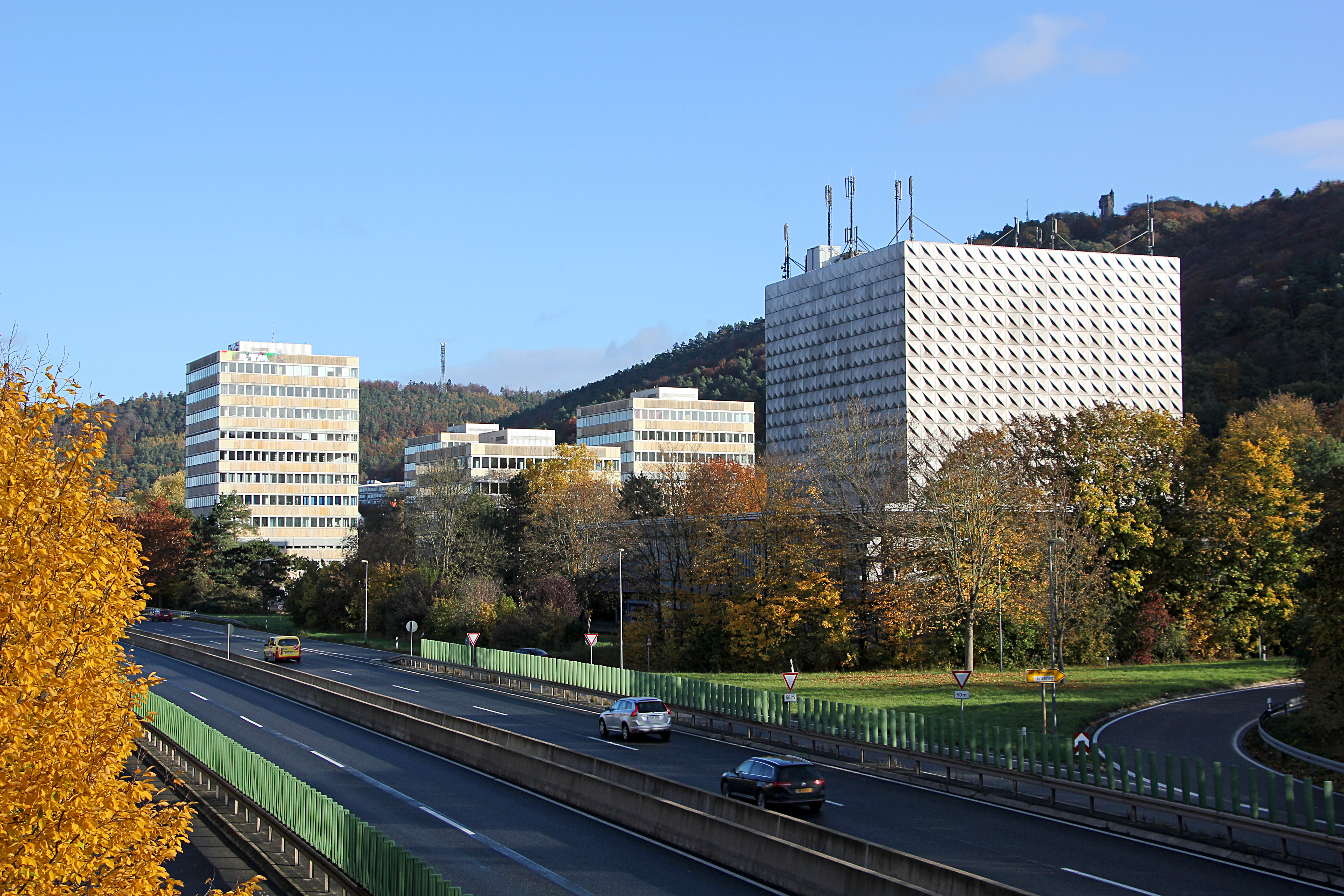
Département des sciences sociales.

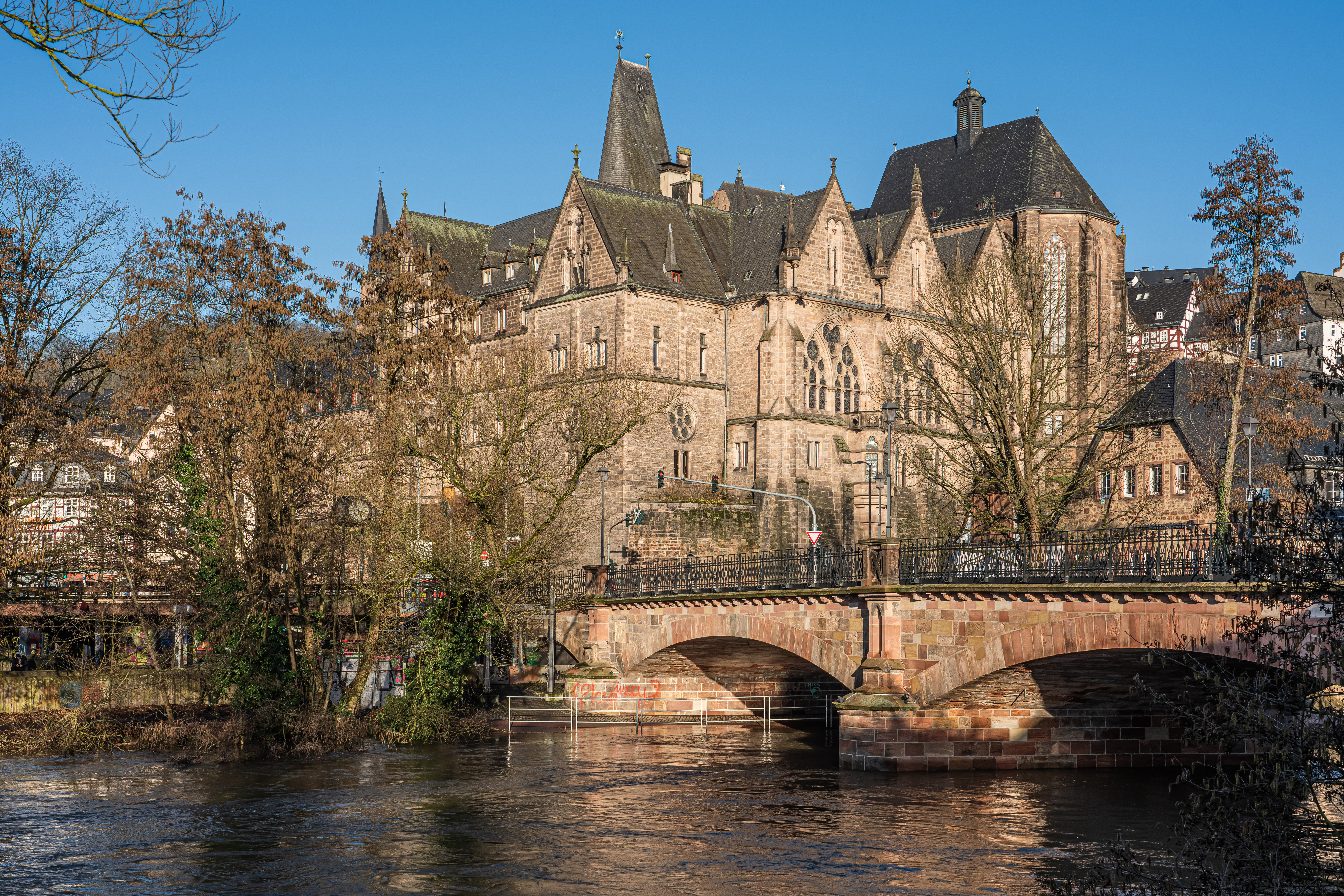
L'ancienne université.

L'université compte actuellement 16 facultés, elle en a comporté jusqu'à 21 :
- FB 01 : droit
- FB 02 : administration et sciences économiques
- FB 03 : sciences sociales et philosophie
- FB 04 : psychologie
- FB 05 : théologie
- FB 06 : histoire et études classiques
- FB 09 : études germaniques et histoire de l'art
- FB 10 : langues et cultures étrangères
- FB 12 : mathématiques et informatique
- FB 13 : physique
- FB 15 : chimie
- FB 16 : pharmacie
- FB 17 : biologie
- FB 19 : géographie
- FB 20 : médecine
- FB 21 : sciences de l'éducation

FB 07, sciences antiques a été fusionné avec FB 06 en 1999 ; FB 08, études germaniques avec FB 09 ; FB 14, chimie physique avec FB 15 en 1997.

## Personnalités liées à l'université

### Professeurs
- Friedrich Matthias Claudius, de 1859 à 1867, anatomiste
- Hermann Cohen
- Gerhard Geldenhauer
- Nicolai Hartmann
- Martin Heidegger
- François Lambert
- Paul Natorp
- Christian Wolff, philosophie (1723-1740)